# 温泉村 (神奈川県)
温泉村（おんせんむら）は、神奈川県の西部に位置し、足柄下郡に属していた村。

## 地理
神奈川県の西に位置し、北に早川が位置する。
- 山:浅間山
- 河川:早川

### 隣接していた自治体
- 神奈川県
  - 小田原市
  - 足柄下郡湯本町、宮城野村

## 歴史
- 1878年（明治11年）7月15日 - 富士屋ホテルが開業。
- 1887年（明治20年） - 塔の沢から人力車を通す有料道路が開通[1]。1889年に宮城野村まで延伸[1]。
- 1889年（明治22年）
  - 4月1日 - 町村制の施行により、足柄下郡大平台村、底倉村の区域をもって温泉村が成立。山口仙之助（富士屋ホテル創業者）が村長となる[1]。
- 1910年（明治43年）9月30日 - 現在の国道1号（箱根湯本方面 - 宮ノ下交差点）および国道138号（宮ノ下交差点 - 仙石原方面）の道路が、国道58号（東京ヨリ靜岡縣ニ達スル別路線）に指定される[2]。
- 1919年（大正8年）6月1日 - 小田原電気鉄道鉄道線（後の小田急箱根鉄道線）大平台駅、宮ノ下駅および小涌谷駅が開業。
- 1920年（大正9年）12月25日 - 現在の国道138号部分（宮ノ下交差点 - 仙石原方面）に、国道特2号が設置（神奈川県道箱根御殿場線と重複）され、起点が村内に置かれる[3]（1952年廃止）。
- 1936年（昭和11年）2月1日 - 村域の一部が富士箱根国立公園（後の富士箱根伊豆国立公園）となる。
- 1953年（昭和28年）5月18日 - 旧国道特2号の路線に、二級国道138号富士吉田小田原線（後の国道138号）が設置され、終点が村内に置かれる。
- 1956年（昭和31年）9月30日 - 足柄下郡箱根町、湯本町、仙石原村、宮城野村と新設合併し、改めて箱根町が発足[4]。同日温泉村廃止。

## 交通

### 鉄道路線
- 箱根登山鉄道
  - 鉄道線：大平台駅 - 宮ノ下駅 - 小涌谷駅

### 道路
- 一級国道1号 - 現在の国道1号
- 二級国道138号富士吉田小田原線 - 現在の国道138号

## 名所・旧跡・観光スポット・祭事・催事
- 富士箱根伊豆国立公園
- 箱根温泉
  - 大平台温泉、堂ヶ島温泉、宮ノ下温泉、小涌谷温泉
  - 富士屋ホテル